# Xã Meshoppen, Quận Wyoming, Pennsylvania
Xã Meshoppen (tiếng Anh: Meshoppen Township) là một xã thuộc quận Wyoming, tiểu bang Pennsylvania, Hoa Kỳ. Năm 2010, dân số của xã này là 1.073 người.